# Rio da Costa
O rio da Costa é um rio português. Atravessa os concelhos de Odivelas e Loures, passando por Patameiras, Olival de Basto, Póvoa de Santo Adrião, Ponte de Frielas e Frielas onde se junta ao rio de Loures.

## Outros topónimos
- Ribeira da Póvoa
- Ribeira da Póvoa de Santo Adrião
- Ribeira de Frielas

### Afluentes
- Ribeira de Odivelas